# Abderrafie Gassi
Abderrafie Gassi (ur. 27 października 1972 w Marrakeszu) – marokański piłkarz grający na pozycji bramkarza.  W swojej karierze rozegrał 4 mecze w reprezentacji Maroka. Od 2010 roku gra w klubie Hassania Agadir.

## Kariera klubowa
Karierę piłkarską Gassi rozpoczął w klubie FAR Rabat. W jego barwach zadebiutował w pierwszej lidze marokańskiej. W 2004 roku wywalczył z nim wicemistrzostwo Maroka. Wraz z FAR trzykrotnie zdobywał Puchar Maroka (1999, 2003, 2004). W 2004 roku odszedł do CODM Meknès, a w 2005 roku został zawodnikiem Olympique Khouribga. W 2006 roku zdobył z Olympique krajowy puchar, a w 2007 roku sięgnął po tytuł mistrza kraju. W latach 2008–2010 grał w Wydadzie Fez, a następnie został zawodnikiem Hassanii Agadir. Grał też w IZ Khemisset.

## Kariera reprezentacyjna
W reprezentacji Maroka Gassi zadebiutował w 2000 roku. W tym samym roku został powołany do kadry na Puchar Narodów Afryki 2000. Na nim był rezerwowym dla Khalida Fouhamiego i nie rozegrał żadnego spotkania. Od 2000 do 2002 roku rozegrał w kadrze narodowej 4 mecze.